# Зелена Роща (Теренкольський район)
Зеле́на Ро́ща (каз. Зеленая Роща) — село у складі Теренкольського району Павлодарської області Казахстану. Входить до складу Берегового сільського округу.
Населення — 164 особи (2021; 211 у 2009, 262 у 1999, 393 у 1989).
Національний склад станом на 1989 рік:
- росіяни — 36 %;
- німці — 31 %;
- казахи — 25 %.